# (13358) Revelle
(13358) Revelle (1998 TA34) – planetoida z pasa głównego asteroid okrążająca Słońce w ciągu 4,35 lat w średniej odległości 2,66 j.a. Odkryta 14 października 1998 roku.